# Azadiractina
L'azadiractina o azadirachtin A è un limonoide estratto dai semi dell'albero di Neem (Azadirachta indica), impiegato in agricoltura come insetticida, acaricida e nematocida ad utilizzo biologico.

## Proprietà fitosanitarie
L'azadiractina agisce per ingestione e secondariamente per contatto, provocando due diversi effetti:
- Interferenza con lo sviluppo postembrionale come regolatore della crescita: l'azadiractina agisce sia come sostanza juvenoide inibendo la metamorfosi (azione esercitata normalmente dall'ormone giovanile, la neotenina), sia come inibitore della muta, bloccando la sintesi dell'ecdisone.
- Fagorepellente: riduce lo stimolo alla nutrizione e, indirettamente influisce negativamente sulla fecondità degli adulti e sulla fertilità delle uova.

Sulle piante ha un'azione translaminare, perciò penetra all'interno dei tessuti vegetali, e, se assorbito per via radicale ha proprietà moderatamente sistemiche.

## Ambiti d'impiego
Il suo spettro d'azione è molto ampio: è efficace su un elevato numero di fitofagi, appartenenti a tutte le categorie sistematiche, ad apparato boccale sia pungente-succhiatore sia masticatore, e agisce inoltre su Acari e Nematodi galligeni. Manifesterebbe anche un'azione anticrittogamica contro funghi e batteri, tuttavia questa proprietà non è adeguatamente accertata. Può essere impiegato su un'ampia gamma di colture.
Per le sue proprietà e per il basso impatto, sia sulla salute sia sull'ambiente, si è rivelato uno dei più interessanti principi attivi da impiegare nella lotta biotecnica e nell'agricoltura biologica. L'utilizzazione deve essere comprovata dalla valutazione della necessità e richiede pertanto l'autorizzazione degli organismi competenti (osservatori fitosanitari).
I formulati in commercio sono etichettati, secondo il prodotto, come irritante oppure irritante e pericoloso per l'ambiente oppure non classificato.
Il principio attivo è ammesso in Endoterapia.

## Tossicità e impatto ambientale
La tossicità è molto bassa al punto da ritenere questo composto innocuo per l'uomo e per i vertebrati, compresi i pesci. La LD50 orale accertata nei ratti è superiore a 5000 mg/kg e quella dermale accertata sui conigli è superiore a 2000 mg/kg.
L'impatto ambientale è anch'esso molto basso: manifesta una notevole selettività nei confronti dell'entomofauna utile, comprese le api, pertanto è compatibile anche con la lotta biologica. Nel terreno viene degradato in pochi giorni.

## Sintesi chimica
L'azadiractina ha una struttura molecolare molto complessa; presenta gruppi idrossilici secondari e terziari e un etere tipo tetraidrofurano nella sua struttura molecolare, assieme a 16 centri stereogenici, di cui 7 tetrasostituiti. Queste caratteristiche spiegano la grande difficoltà incontrata nella preparazione di questo composto da semplici precursori, utilizzando metodi di chimica organica sintetica.
La prima sintesi totale è stata pubblicata oltre 22 anni dopo la scoperta del composto, effettuata dal gruppo di ricerca di Steven Ley presso l'Università di Cambridge nel 2007. La sintesi descritta è un "approccio relay", con l'intermedio decalinico fortemente funzionalizzato fatto per sintesi totale su piccola scala, ma ottenuto dalla fonte naturale per procedere poi con gli ultimi step necessari a completare la sintesi sulla scala dei grammi.